# Adrián López Álvarez
Adrián López Álvarez (Teverga, Asturias, España, 8 de enero de 1988) es un exfutbolista y entrenador español. Actualmente es el segundo entrenador del Rayo Vallecano. 
Adrián debutó como futbolista en el Real Oviedo en 2005 con tan sólo 17 años. Fichó por el Deportivo de La Coruña en verano de 2006 con el que debutó en Primera División. Cinco años después fichó por el Atlético de Madrid con quien consiguió la Liga Europa y la Supercopa de Europa en 2012, la Copa del Rey en 2013 y la Liga en 2014.

## Trayectoria

### Inicios
Comenzó como futbolista en el Club Deportivo Covadonga y pasó en edad de cadete a las categorías inferiores del Real Oviedo. Debutó en Segunda División B durante la temporada 2005-06 con tan sólo 17 años, de la mano de Antonio Rivas. Disputó un total de 30 partidos y marcó 3 goles. En el verano de 2006 fue fichado por el Deportivo de La Coruña anotando su primer gol en Primera División en un partido de Liga contra el FC Barcelona. La temporada 2007-08 la comenzó en el equipo coruñés aunque se fue cedido al Deportivo Alavés de Segunda División en el mercado de invierno.  En el club vasco anotó tres goles que ayudaron al equipo a mantener la categoría. En la campaña 2008-09 fue cedido nuevamente, esta vez al Málaga, donde marcó tres goles en 28 partidos jugados.

### Vuelta a La Coruña
En 2009 regresó al Deportivo de La Coruña consiguiendo afianzarse en el equipo titular y mejorando sus cifras goleadoras. Sin embargo, el equipo coruñés terminó descendiendo a Segunda División al final de la temporada 2010-11.
Aunque su contrato finalizaba el 30 de junio de 2011, el Deportivo de La Coruña decidió prorrograrlo unilateralmente. La Liga Nacional de Fútbol Profesional y la Real Federación Española de Fútbol designaron un árbitro para resolver este conflicto y su resolución dejó sin efecto esta ampliación de contrato. Finalmente, el 19 de julio de 2011 el Atlético de Madrid anunció oficialmente su fichaje.

### Atlético de Madrid

#### Éxito europeo
El 28 de julio de 2011 debutó con la camiseta rojiblanca en el partido de ida de la tercera ronda de clasificación de la UEFA Europa League, finalizando el encuentro con una victoria atlética por dos a uno; Adrián participó en los dos goles dando sendas asistencias a José Antonio Reyes. En la vuelta, el 4 de agosto, se invirtieron las tornas y fue Adrián el que consiguió su primer gol en competición europea a pase de Reyes. El partido finalizó con victoria del Atlético de Madrid por cero a dos, consiguiendo el pase para jugar la cuarta ronda del torneo.
El 28 de agosto de 2011 debutó en Primera División con el equipo colchonero en el empate a cero ante el Osasuna. Dos jornadas después, el 18 de septiembre, consiguió su primer gol en Liga con el Atlético de Madrid en el encuentro ante el Racing de Santander. Adrián entró al campo en el descanso sustituyendo a Diego y, en el minuto 77, anotó el gol que puso en el marcador el cuatro a cero definitivo.
Con el gol que consiguió el 15 de marzo de 2012 en el partido de vuelta de los octavos de final de la Europa League se convirtió, empatado con Vavá, en el rojiblanco que más tantos había anotado durante una misma temporada en un torneo europeo. Su octavo gol significó el primero ante el Beşiktaş en la victoria final por cero a tres que dejaba la eliminatoria con un resultado global favorable al Atlético de Madrid por seis a uno. En el partido de vuelta de la siguiente ronda anotó ante el Hannover 96 el gol que le convirtió, en solitario, en el rojiblanco que más tantos había anotado durante una misma temporada en un torneo europeo con 9 goles. Su gol significó el momentáneo cero a uno de un partido que finalizó por uno a dos dando el pase a los rojiblancos a la semifinal por un global de cuatro a dos. El 26 de abril, en el partido de vuelta de las semifinales de la Europa League ante el Valencia, Adrián anotó un nuevo gol que le convirtió en el jugador español que más goles ha anotado en una temporada en competiciones internacionales. Su gol certificó la victoria del Atlético por cero a uno y la clasificación a la final por un global de cinco a dos. En dicha final, el 9 de mayo de 2012, consiguió su primer título con el conjunto rojiblanco proclamándose campeón de la Europa League al vencer por tres goles a cero al Athletic Club.
Como campeón de la Europa League, el Atlético de Madrid disputó el 31 de agosto de 2012 la Supercopa de Europa frente al Chelsea, campeón de la Champions League. En dicha final, el Atlético de Madrid se proclamó campeón al vencer al equipo inglés por cuatro goles a uno. Adrián fue titular y asistió a Falcao en el minuto 6 para que anotara el cero a uno.

#### Irregularidad
Durante la temporada 2012-13 la actuación de Adrián bajó algunos enteros respecto a la campaña anterior en la que había mostrado un nivel muy alto. Comenzó la temporada físicamente un escalón por debajo de sus compañeros debido a su participación en los Juegos Olímpicos y esa diferencia junto al gran nivel mostrado por los otros dos delanteros del equipo, Diego Costa y Radamel Falcao, hicieron habitual no verle en las alineaciones titulares del equipo.
El club mostró una gran regularidad en la Liga que le llevó a acabar tercero y conseguir la clasificación para la Champions League 2013-14. En la Copa del Rey realizó una gran actuación que le llevó a jugar la final el 17 de mayo frente al Real Madrid en el estadio Santiago Bernabéu. El Real Madrid se adelantó primero pero el Atlético de Madrid igualó el encuentro. Con el empate a uno se llegó al final del tiempo reglamentario y en la prórroga el Atlético de Madrid se adelantó en el 98 y de esta forma se proclamó campeón de la Copa del Rey venciendo por dos a uno. Adrián no fue titular pero saltó al campo en el descuento de la primera parte de la prórroga.

#### Campeón de Liga
Durante el verano de 2013 hubo varias noticias que situaron a Adrián fuera del club colchonero. Las más clara pareció ser un acuerdo de cesión entre el Atlético de Madrid y el Mónaco condicionado a que el Atlético encontrara un sustituto antes del cierre del mercado de fichajes. Finalmente, esto no sucedió, Adrián permaneció en el equipo y el 17 de diciembre se anunció la renovación de su contrato hasta 2018.
Al final de la temporada, en la última jornada, el Atlético de Madrid se proclamó campeón de Liga empatando a uno con el Barcelona en el Camp Nou. Adrián no fue titular pero en el minuto 16 Diego Costa se lesionó y el jugador asturiano tuvo que saltar al campo.
En la Liga de Campeones, marcó un gol clave para conseguir el pase a la final en la vuelta de semifinales contra el Chelsea. El Atlético de Madrid disputó el 24 de mayo de 2014 la final frente al Real Madrid. De nuevo, Adrián no fue titular, pero ante la recaída de Diego Costa en el minuto 9, tuvo que volver a saltar al campo.

### Oporto
El 12 de julio de 2014 se anunció que Adrián había fichado por el Oporto. Debutó en la segunda jornada de Liga como titular en la victoria por cero a uno ante el Paços Ferreira. En la primera jornada de la Liga de Campeones, Adrián anotó su primer gol con la camiseta del club portugués. El Oporto venció al BATE Borisov por seis a cero y Adrián anotó el quinto siendo este el único gol en la temporada y siendo titular en tan solo 8 partidos.

#### Villarreal
El último día de fichajes, se anunció que Adrián era cedido durante una temporada al Villarreal Club de Fútbol. Debutó con el club el 13 de septiembre en la tercera jornada de Liga. Adrián saltó al campo en el minuto 80 en sustitución de Bakambu en la victoria por uno a tres ante el Granada.

### Deportivo de La Coruña
El 10 de agosto de 2017 el Deportivo de La Coruña hizo oficial el fichaje en calidad de cedido por una temporada del Oporto.

### Oporto (segunda etapa)
Tras volver de su cesión del Real Club Deportivo de La Coruña se quedó en el equipo portugués una temporada donde jugaría 25 partidos y marcaría 6 goles.

### C. A. Osasuna
El 30 de julio de 2019 fichó por el Club Atlético Osasuna libre. Allí estuvo dos años, marchándose en junio de 2021 tras no renovar su contrato.

### Málaga C. F. (segunda etapa)
El 31 de marzo de 2022 se anunció su vuelta al Málaga C. F. trece años después. Firmó para lo que quedaba de temporada tras encontrarse sin equipo una vez finalizó su contrato con Osasuna y llevar un tiempo entrenándose en las instalaciones del club.Tras no tener muchos minutos en esta última etapa se retiró como jugador y comienza una nueva etapa como entrenador.

## Selección nacional

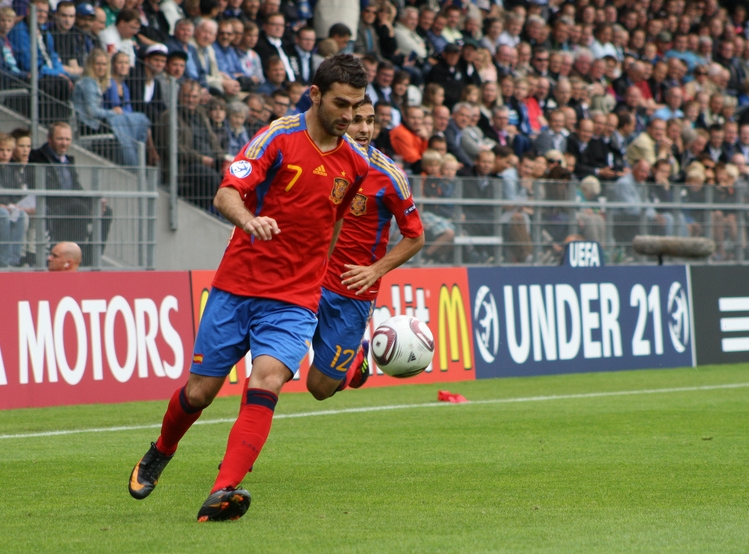
Adrian con la selección española sub-21

Ha sido internacional con la selección de fútbol de España dos veces anotando un gol.

### Categorías inferiores
Disputó el Mundial Sub-20 de 2007, celebrado en Canadá, con la Selección española sub-20. Obtuvo la Bota de plata tras finalizar segundo máximo goleador del torneo, con 5 tantos. En 2009 participó en la Eurocopa Sub-21, disputada en Suecia, con la selección de fútbol sub-21 de España.
En mayo de 2011 fue convocado para disputar la Eurocopa Sub-21, celebrada en Dinamarca en junio del mismo año, donde se proclamó campeón y máximo goleador del torneo con cinco goles.
El 25 de febrero de 2012 recibió la citación para los Juegos Olímpicos de Londres 2012 y el 3 de julio fue convocado en la lista previa de 22 jugadores para representar a la selección española. Días después fue incluido en la lista definitiva de 18 jugadores que viajaron a Londres. Allí, la actuación de la selección española fue decepcionante no consiguiendo pasar de la primera fase y tan solo obteniendo un empate en un grupo en el que estaban las selecciones de Japón, Honduras y Marruecos. Adrián disputó los tres partidos como titular.

### Selección absoluta
El 15 de mayo de 2012 fue convocado por primera vez con la selección absoluta para los siguientes amistosos ante Serbia y Corea del Sur. Debutó ante el primero de ellos el 26 de mayo anotando un gol.

## Estadísticas

### Clubes
- Actualizado el 9 de abril de 2022[24]

| Club | Div.          | Temporada     | Liga  | Liga  | Copas nacionales(1) | Copas nacionales(1) | Torneos internacionales(2) | Torneos internacionales(2) | Total | Total | Media goleadora |
| Club | Div.          | Temporada     | Part. | Goles | Part.               | Goles               | Part.                      | Goles                      | Part. | Goles | Media goleadora |
| --- | ------------- | ------------- | ----- | ----- | ------------------- | ------------------- | -------------------------- | -------------------------- | ----- | ----- | --------------- |
| Real Oviedo · España | 3.ª           | 2004-05       | 4     | 1     | ―                   | ―                   | ―                          | ―                          | 4     | 1     | 0,25            |
| Real Oviedo · España | 2.ª B         | 2005-06       | 26    | 3     | 3                   | 0                   | ―                          | ―                          | 29    | 3     | 0,1             |
| Real Oviedo · España | Total club    | Total club    | 30    | 4     | 3                   | 0                   | 0                          | 0                          | 33    | 4     | 0,12            |
| R. C. Deportivo de La Coruña · España | 1.ª           | 2006-07       | 15    | 1     | 6                   | 1                   | ―                          | ―                          | 21    | 2     | 0,1             |
| R. C. Deportivo de La Coruña · España | 1.ª           | 2007-08       | 7     | 0     | 1                   | 0                   | ―                          | ―                          | 8     | 0     | 0               |
| Deportivo Alavés · España | 2.ª           | 2007-08       | 10    | 3     | ―                   | ―                   | ―                          | ―                          | 10    | 3     | 0,3             |
| Deportivo Alavés · España | Total club    | Total club    | 10    | 3     | 0                   | 0                   | 0                          | 0                          | 10    | 3     | 0,3             |
| Málaga C. F. · España | 1.ª           | 2008-09       | 28    | 3     | 2                   | 0                   | ―                          | ―                          | 30    | 3     | 0,1             |
| R. C. Deportivo de La Coruña · España | 1.ª           | 2009-10       | 34    | 4     | 5                   | 0                   | ―                          | ―                          | 39    | 4     | 0,1             |
| R. C. Deportivo de La Coruña · España | 1.ª           | 2010-11       | 36    | 7     | 4                   | 4                   | ―                          | ―                          | 40    | 11    | 0,28            |
| Atlético de Madrid · España | 1.ª           | 2011-12       | 36    | 7     | 2                   | 1                   | 19                         | 11                         | 57    | 19    | 0,33            |
| Atlético de Madrid · España | 1.ª           | 2012-13       | 32    | 3     | 6                   | 1                   | 9                          | 0                          | 47    | 4     | 0,09            |
| Atlético de Madrid · España | 1.ª           | 2013-14       | 22    | 1     | 8                   | 0                   | 9                          | 2                          | 39    | 3     | 0,08            |
| Atlético de Madrid · España | Total club    | Total club    | 90    | 11    | 16                  | 2                   | 37                         | 13                         | 143   | 26    | 0,18            |
| F. C. Oporto Portugal | 1.ª           | 2014-15       | 9     | 0     | 4                   | 0                   | 5                          | 1                          | 18    | 1     | 0,06            |
| Villarreal C. F. · España | 1.ª           | 2015-16       | 16    | 4     | 0                   | 0                   | 7                          | 1                          | 23    | 5     | 0,22            |
| F. C. Oporto Portugal | 1.ª           | 2016-17       | 5     | 0     | 1                   | 0                   | 3                          | 0                          | 9     | 0     | 0               |
| Villarreal C. F. · España | 1.ª           | 2016-17       | 15    | 2     | 0                   | 0                   | 2                          | 0                          | 17    | 2     | 0,12            |
| Villarreal C. F. · España | Total club    | Total club    | 31    | 6     | 0                   | 0                   | 9                          | 1                          | 40    | 7     | 0,18            |
| R. C. Deportivo de La Coruña · España | 1.ª           | 2017-18       | 30    | 9     | 1                   | 0                   | ―                          | ―                          | 31    | 9     | 0,29            |
| R. C. Deportivo de La Coruña · España | Total club    | Total club    | 122   | 21    | 17                  | 5                   | 0                          | 0                          | 139   | 26    | 0,19            |
| F. C. Oporto Portugal | 1.ª           | 2018-19       | 11    | 1     | 10                  | 4                   | 4                          | 1                          | 25    | 6     | 0,24            |
| F. C. Oporto Portugal | Total club    | Total club    | 25    | 1     | 15                  | 4                   | 12                         | 2                          | 52    | 7     | 0,13            |
| C. A. Osasuna · España | 1.ª           | 2019-20       | 26    | 2     | 3                   | 0                   | ―                          | ―                          | 29    | 2     | 0,07            |
| C. A. Osasuna · España | 1.ª           | 2020-21       | 17    | 1     | 0                   | 0                   | ―                          | ―                          | 17    | 1     | 0,06            |
| C. A. Osasuna · España | Total club    | Total club    | 43    | 3     | 3                   | 0                   | 0                          | 0                          | 46    | 3     | 0,07            |
| Málaga C. F. · España | 2.ª           | 2021-22       | 2     | 0     | ―                   | ―                   | ―                          | ―                          | 2     | 0     | 0               |
| Málaga C. F. · España | Total club    | Total club    | 30    | 3     | 2                   | 0                   | 0                          | 0                          | 32    | 3     | 0,09            |
| Total carrera | Total carrera | Total carrera | 381   | 52    | 56                  | 11                  | 58                         | 16                         | 495   | 79    | 0,16            |
| (1) Incluye datos de Copa del Rey, Supercopa de España, Copa de Portugal y Copa de la Liga de Portugal. (2) Incluye datos de Liga de Campeones de la UEFA, Liga Europa de la UEFA y Supercopa de Europa. |               |               |       |       |                     |                     |                            |                            |       |       |                 |

### Selecciones

#### Participaciones en fases finales
| Competición                      | Categoría     | Sede      | Resultado        | Partidos | Goles |
| -------------------------------- | ------------- | --------- | ---------------- | -------- | ----- |
| Mundial de Fútbol Sub-20 de 2007 | España sub-20 | Canadá    | Cuartos de final | 5        | 5     |
| Eurocopa Sub-21 de 2009          | España sub-21 | Suecia    | Cuartos de final | 1        | 0     |
| Eurocopa Sub-21 de 2011          | España sub-21 | Dinamarca | Campeón          | 5        | 5     |
| Juegos Olímpicos de Londres 2012 | España sub-23 | Londres   | Primera fase     | 3        | 0     |
| Total                            | Total         | Total     | Total            | 14       | 10    |

## Palmarés

### Títulos nacionales
| Título                     | Club               | País     | Año  |
| -------------------------- | ------------------ | -------- | ---- |
| Copa del Rey               | Atlético de Madrid | España   | 2013 |
| Primera División de España | Atlético de Madrid | España   | 2014 |
| Supercopa de Portugal      | F. C. Oporto       | Portugal | 2018 |

### Títulos internacionales
| Título                 | Club (*)            | País      | Año  |
| ---------------------- | ------------------- | --------- | ---- |
| Eurocopa Sub-21        | Selección de España | Dinamarca | 2011 |
| Liga Europa de la UEFA | Atlético de Madrid  | Rumania   | 2012 |
| Supercopa de Europa    | Atlético de Madrid  | Mónaco    | 2012 |

(*) Incluyendo la selección.

### Distinciones individuales
| Distinción                                 | Año  |
| ------------------------------------------ | ---- |
| Premio delantero de bronce de Fútbol Draft | 2007 |
| Bota de plata del Mundial Sub-20           | 2007 |
| Premio delantero de bronce de Fútbol Draft | 2008 |
| Premio delantero de bronce de Fútbol Draft | 2009 |
| Bota de oro de la Eurocopa Sub-21          | 2011 |